# Henryk Popowski
Henryk Popowski (ur. 28 listopada 1878 w Piotrkowie Trybunalskim, zm. 18 listopada 1953) – polski nauczyciel, pedagog, radny miejski, poseł na Sejm I kadencji w II RP z ramienia Związku Ludowo-Narodowego.

## Życiorys
Ukończył gimnazjum w rodzinnym mieście i rozpoczął studia uniwersyteckie w Warszawie, które kontynuował we Lwowie. Studiował też na Politechnice Warszawskiej. W celu możności nauczania w 1909 zdał egzamin na Uniwersytecie Odeskim. Był nauczycielem przyrody, geografii i geologii.
Stał na czele łódzkich struktur ZLN. Od 1922 do 1927 był posłem tej partii, zasiadając w jej Zarządzie Głównym i Radzie Naczelnej. Kierował OWP w województwie łódzkim. Zasiadał też w zarządzie wojewódzkim Stronnictwa Narodowego jako jego wiceprezes.
W okresie międzywojennym stał na czele powiatowych struktur ZLN i SN. W 1939 był radnym w Piotrkowie. W okresie II wojny światowej działał w podziemnym SN oraz NOW. Po wojnie został zamknięty przez władze komunistyczne w szpitalu w Tworkach.